# Хенслер, Лешек
Лешек Хенслер (пол. Leszek Hensler, 4 февраля 1956, Гнезно, Польша — 3 июня 2015, Познань, Польша) — польский хоккеист (хоккей на траве), полузащитник.

## Биография
Лешек Хенслер родился 4 февраля 1956 года в польском городе Гнезно.
В 1976 году окончил техникум молочной промышленности во Вжесне, в 1983 году — университет физического воспитания в Познани, где получил степень магистра физвоспитания и квалификацию тренера второго класса.
Играл в хоккей на траве за «Стеллу» из Гнезно, «Лех» и «Грюнвальд» из Познани. Девять раз становился чемпионом Польши — в 1974 году со «Стеллой», в 1977—1978, 1984—1987 годах с «Лехом», в 1993—1994 годах с «Грюнвальдом».
В 1980 году вошёл в состав сборной Польши по хоккею на траве на летних Олимпийских играх в Москве, занявшей 4-е место. Играл на позиции полузащитника, провёл 6 матчей, забил 1 мяч в ворота сборной Кубы.
Участвовал в чемпионатах мира 1978, 1982 и 1986 годов, в чемпионатах Европы 1978, 1983 и 1987 годов.
В 1975—1993 годах провёл за сборную Польши 219 матчей, забил 26 мячей.
Заслуженный мастер спорта Польши. Награждён серебряной медалью за выдающиеся спортивные достижения.
По окончании игровой карьеры стал тренером. Работал с клубными командами по хоккею на траве и индорхоккею. В 2000 году был ассистентом главного тренера сборной Польши на летних Олимпийских играх в Сиднее.
Умер 3 июня 2015 года в польском городе Познань.

## Семья
Отец — Ян Хенслер, мать — Люция Шудзиховска.
Был женат на Терезе Сарняк. Вырастили трёх детей, дочь Катаржина — баскетболистка.